# Strembo
Strembo é uma comuna italiana da região do Trentino-Alto Ádige, província de Trento, com cerca de 452 habitantes. Estende-se por uma área de 38 km², tendo uma densidade populacional de 12 hab/km². Faz divisa com Bocenago, Caderzone Terme, Giustino, Massimeno, Spiazzo, Valdaone e Vermiglio.